# کوتلیتس-کولونگا
کوتلیتس-کولونگا (به لهستانی:  Kotlice-Kolonia) یک روستا در لهستان است که در گمینا میانچن واقع شده‌است. کوتلیتس-کولونگا  ۱۰۳ نفر جمعیت دارد.